# Doniawerstal
Doniawerstal est une ancienne commune néerlandaise de la province de la Frise. 

## Histoire
La commune a existé jusqu'au 1er janvier 1984. À cette date, la commune a été regroupée avec la commune de Haskerland pour former la nouvelle commune de Scharsterland, renommée Skarsterlân en frison dès le 1er janvier 1985. Une partie de l'ouest de la commune, comportant les villages de Koufurderrige et Smallebrugge, a été rattachée à la commune de Wymbritseradeel.

## Localités
La commune était composée de dix-sept villages : Boornzwaag, Broek, Dijken, Goingarijp, Idskenhuizen, Koufurderrige, Langweer, Legemeer, Oldeouwer, Ouwsterhaule, Ouwster-Nijega, Scharsterbrug, Sint Nicolaasga, Smallebrugge, Spannenburg, Teroele et Tjerkgaast. Langweer était le chef-lieu, même si Sint Nicolaasga était de loin le village le plus peuplé.

### Démographie
En 1840, la commune de Doniawerstal comptait 405 maisons et 2 453 habitants.